# USS Lewis (DE-535)
USS Lewis (DE-535) là một tàu hộ tống khu trục lớp John C. Butler từng phục vụ cùng Hải quân Hoa Kỳ trong Chiến tranh Thế giới thứ hai. Nó là chiếc tàu chiến thứ hai của Hải quân Hoa Kỳ được đặt cái tên này, theo tên Thiếu úy Hải quân Victor Alan Lewis (1919–1942), phi công phục vụ cùng Liên đội Ném ngư lôi VT-8 được biệt phái tăng cường cho việc phòng thủ đảo Midway, đã tử trận trong Trận Midway vào ngày 4 tháng 6, 1942 và được truy tặng Huân chương Chữ thập Hải quân. Nó đã phục vụ trong suốt Thế chiến II, được cho ngừng hoạt động sau khi xung đột chấm dứt vào năm 1946, rồi được huy động trở lại để tiếp tục phục vụ trong các cuộc Chiến tranh Triều Tiên và Chiến tranh Lạnh từ năm 1952 đến năm 1960. Con tàu cuối cùng bị đánh chìm như một mục tiêu vào năm 1966. Lewis được tặng thưởng ba Ngôi sao Chiến trận do thành tích phục vụ trong Thế Chiến II, và thêm một Ngôi sao Chiến trận khác khi hoạt động trong cuộc Chiến tranh Triều Tiên.

## Thiết kế và chế tạo
Lớp John C. Butler được thiết kế nhằm đáp ứng nhu cầu một số lượng lớn nhưng rẻ tiền của một kiểu tàu hộ tống chống tàu ngầm để hộ tống các đoàn tàu vận tải vượt đại dương. Chúng có chiều dài chung 306 foot (93,3 m), mạn tàu rộng 36 foot 10 inch (11,2 m) và mớn nước 13 foot 4 inch (4,1 m), trọng lượng choán nước tiêu chuẩn 1.350 tấn Anh (1.372 t), và lên đến 1.745 tấn Anh (1.773 t) khi đầy tải, với một thủy thủ đoàn bao gồm 14 sĩ quan và 201 thủy thủ. Con tàu được vận hành bởi hai turbine hơi nước hộp số Westinghouse; hơi nước được cung cấp bởi hai nồi hơi "D" Express, tạo ra công suất 12.000 mã lực càng (8.900 kW) và cho phép đạt được tốc độ tối đa 24 hải lý trên giờ (44 km/h; 28 mph). Nó có tầm hoạt động 6.000 hải lý (11.000 km; 6.900 mi) ở tốc độ đường trường 12 hải lý trên giờ (22 km/h; 14 mph).
Dàn vũ khí chính bao gồm hai tháp pháo 5-inch/38 caliber đa dụng nòng đơn, được dẫn đường bởi hệ thống điều khiển hỏa lực Mark 51; vũ khí phòng không gồm hai khẩu đội Bofors 40 mm L/60 nòng đôi và mười khẩu Oerlikon 20 mm nòng đơn cũng được dẫn đường bởi hệ thống Mark 51. Ngoài ba ống phóng ngư lôi 21 inch (533 mm), vũ khí chống ngầm bao gồm hai đường ray thả mìn sâu, tám máy phóng mìn sâu K-gun cùng một dàn súng cối chống ngầm Hedgehog. Con tàu được trang bị sonar kiểu QC, radar dò tìm mặt biển SL và radar dò tìm không trung SA.
Lewis được đặt lườn tại Xưởng hải quân Boston ở Boston, Massachusetts vào ngày 3 tháng 11, 1943. Nó được hạ thủy vào ngày 7 tháng 12, 1943, được đỡ đầu bởi bà Serena V. Lewis, mẹ của Thiếu úy Lewis, và được cho nhập biên chế cùng Hải quân Hoa Kỳ vào ngày 5 tháng 9, 1944 dưới quyền chỉ huy của Hạm trưởng, Thiếu tá Hải quân Robert H. Stevens.

## Lịch sử hoạt động

### Thế Chiến II
Sau khi hoàn tất việc chạy thử máy huấn luyện tại khu vực Bermuda từ ngày 28 tháng 9 đến ngày 31 tháng 10, 1944, Lewis được sửa chữa sau chạy thử máy trong một tuần tại Boston trước khi đi sang Casco Bay, Maine cho một đợt huấn luyện ngắn vào đầu tháng 11. Chuẩn bị để được điều động sang khu vực Mặt trận Thái Bình Dương, nó cùng với tàu khu trục rải mìn Henry A. Wiley (DM-29) hộ tống cho các thiết giáp hạm Texas (BB-35) và Arkansas (BB-33) hướng xuống phía Nam vào ngày 10 tháng 11. Hai ngày sau đó, tiếp tục có sự tham gia của thiết giáp hạm Missouri (BB-63) và các tàu sân bay hộ tống Wake Island (CVE-65) và Shamrock Bay, lực lượng tiếp tục hành trình băng qua kênh đào Panama và đi ngang qua San Diego và San Francisco, trước khi đến Trân Châu Cảng vào ngày 5 tháng 12.
Lên đường vào ngày 26 tháng 12, Lewis hộ tống cho Đoàn tàu PD220-T đi đến Eniwetok vào ngày 4 tháng 1, 1945, và từ đây tiếp tục đi sang Ulithi, đến nơi vào ngày 10 tháng 1. Nó hoạt động tuần tra để bảo vệ cho các tuyến đường hàng hải tại khu vực lân cận đảo Yap. Đến ngày 1 tháng 2, nó cùng các tàu chị em Silverstein (DE-534), Howard F. Clark (DE-533) và Raymond (DE-341) hình thành nên Đơn vị Đặc nhiệm 50.7.2, một đơn vị chống ngầm dự bị được phối thuộc cùng lực lượng phục vụ tiếp liệu để tham gia vào cuộc đổ bộ lên Iwo Jima. Con tàu cũng tham gia hộ tống cho Lực lượng Đặc nhiệm 58 tiến hành không kích các đảo chính quốc Nhật Bản vào giữa tháng 2.
Đơn vị Đặc nhiệm 50.7.2 lại rời Ulithi vào ngày 21 tháng 3 để tiếp tục tham gia vào cuộc đổ bộ lên Okinawa, hộ tống cho Đội đặc nhiệm 50.8 đi lại giữa điểm hẹn tiếp nhiên liệu cho hạm đội đến các căn cứ tiếp nhiên liệu tại Ulithi and Guam. Trong các hoạt động này, Lewis bị mắc kẹt giữa một cơn bão vào ngày 2 tháng 6, có lúc con tàu bị lắc nghiêng cho đến 67 độ. Nó tiếp tục vai trò bảo vệ cho hoạt động tiếp nhiên liệu cho đến ngày 2 tháng 7, khi được điều động sang Đội Tuần tra và Hộ tống Ulithi, làm nhiệm vụ canh phòng chống tàu ngầm và phòng không tại khu vực phụ cận Ulithi và hộ tống các đoàn tàu hướng sang Okinawa, cho đến khi Nhật Bản chấp nhận đầu hàng vào ngày 15 tháng 8, giúp chấm dứt vĩnh viễn cuộc xung đột.
Rời khu vực Viễn Đông để quay trở lại quần đảo Hawaii vào ngày 15 tháng 9, Lewis ở lại Trân Châu Cảng cho đến ngày 18 tháng 11, khi nó lên đường đi về vùng bờ Tây Hoa Kỳ, đi đến San Pedro, California năm ngày sau đó. Nó được cho xuất biên chế vào ngày 31 tháng 5, 1946, và được đưa về Hạm đội Dự bị Thái Bình Dương vào ngày 30 tháng 7, neo đậu tại San Diego.

### Chiến tranh Triều Tiên
Sau khi cuộc Chiến tranh Triều Tiên bùng nổ vào tháng 6, 1950, Lewis được tái trang bị tại Xưởng hải quân Mare Island ở Vallejo, California, và được cho tái biên chế trở lại vào ngày 28 tháng 3, 1952 dưới quyền chỉ huy của Hạm trưởng, Thiếu tá Hải quân Gordon S. Hawkins. Nó tiến hành việc chạy thử máy huấn luyện trong tháng 5 và tháng 6, rồi lên đường vào ngày 19 tháng 7 để đi sang khu vực Tây Thái Bình Dương, ghé qua Midway, Yokosuka và Sasebo trước khi trình diện để phục vụ cùng Tư lệnh Lực lượng Phong tỏa và Hộ tống Liên Hiệp Quốc vào ngày 11 tháng 8.
Được phái đến khu vực bờ Đông bán đảo Triều Tiên, Lewis hoạt động phối hợp cùng tàu tuần tra và tàu quét mìn của Hải quân Cộng hòa Hàn Quốc và đảm nhiệm vai trò soái hạm của Đơn vị Đặc nhiệm 95.21. Từ ngày 26 tháng 8, nó hoạt động bắn phá bờ biển vào ban đêm xuống các tuyến đường tiếp vận và các điểm tập trung lực lượng đối phương, phá hủy hai thuyền buồm tại cảng Wŏnsan vào các ngày 3 và 5 tháng 9, phá hủy 40 toa tàu của một đoàn tàu đường sắt, và tiêu diệt một đội sửa chữa đường sắt 60 người vào ngày 16 tháng 9.
Được điều sang Đơn vị Đặc nhiệm 95.20 từ ngày 11 tháng 10, Lewis cùng với tàu tuần tra PC 706 của Hải quân Hàn Quốc hoạt động tuần tra tại vùng biển giữa Wŏnsan và Hŭngnam. Vào ngày 13 tháng 10, nó bị nhắm bắn từ các khẩu đội pháo bờ biển đối phương được dẫn hướng bởi radar, chịu đựng trên 80 quả đạn pháo vây quanh con tàu ở khoảng cách 12.000 yd (11 km), nhưng không có phát nào trúng đích. Nó phản pháo với khoảng 200 quả đạn pháo 5 in (130 mm), bắn trúng một khẩu pháo và gây ra một vụ nổ thứ phát. Sang ngày hôm sau 14 tháng 10, nó phát hiện và đánh đuổi năm thuyền buồm ngoài khơi Cha Ho.
Vào ngày 21 tháng 10, Lewis đi đến để trợ giúp cho hai tàu quét mìn của Hải quân Hàn Quốc bị đối phương nhắm bắn ngoài khơi cảng Wŏnsan. Khi nó tiếp cận, ít nhất bốn khẩu đội pháo bờ biển đối phương đã nhắm vào chiếc tàu hộ tống khu trục; nó bắn trả đồng thời thả màn khói ngụy trang hỗ trợ cho các tàu bạn rút lui. Lewis trúng hai phát đạn pháo 75 mm (3,0 in): quả thứ nhất trúng vào phòng nồi hơi số 1, làm hư hại nồi hơi và khiến sáu người thiệt mạng và bảy người khác bị thương; quả thứ hai trúng vào sàn tàu bên mạn trái làm bị thương nhẹ một thủy thủ. Con tàu rút lui về Yokosuka để sửa chữa vào giữa tháng 11, rồi lên đường vào ngày 17 tháng 11 để quay trở về Hoa Kỳ ngang qua Trân Châu Cảng, về đến San Diego vào ngày 2 tháng 12.

### 1953 - 1960
Sau khi được đại tu tại Xưởng hải quân Long Beach vào đầu năm 1953, Lewis hoạt động thường lệ và huấn luyện ôn tập tại San Diego cho đến giữa tháng 6, khi nó thực hiện một chuyến đi ngắn đến Mazatlan, Mexico từ ngày 25 đến ngày 28 tháng 6. Nó rời San Diego vào ngày 14 tháng 7 trong lượt biệt phái phục vụ tại khu vực Tây Thái Bình Dương, đi ngang qua Trân Châu Cảng và Midway trước khi đến Guam vào ngày 31 tháng 7. Do đã đạt được thỏa thuận ngừng bắn giúp chấm dứt xung đột tại Triều Tiên, nó chỉ hoạt động tuần tra tại các khu vực quần đảo Mariana và Ryūkyū, đồng thời giám sát việc tuân thủ ngừng bắn tại Hoàng Hải. Sau chuyến viếng thăm Nhật Bản vào cuối tháng 10, nó lên đường quay trở về nhà, đi ngang qua Midway và Trân Châu Cảng trước khi về đến San Diego vào ngày 18 tháng 12.
Sau một lượt đại tu khác kéo dài bốn tháng tại Long Beach, Lewis tiến hành huấn luyện ôn tập cho đến khi lại lên đường vào ngày 10 tháng 8, 1954 cho lượt phục vụ tiếp theo tại Viễn Đông. Nó hoạt động ngoài khơi Okinawa và bờ biển Triều Tiên trước khi quay trở về nhà vào ngày 19 tháng 12. Một chuyến đi tương tự được thực hiện từ ngày 4 tháng 5, 1955, khi nó thực hành huấn luyện ngoài khơi Nhật Bản và tuần tra tại vùng biển Triều Tiên trước khi quay trở về San Diego vào ngày 19 tháng 11. Con tàu trải qua một đợt sửa chữa và hiện đại hóa tại San Francisco từ ngày 21 tháng 11 đến ngày 14 tháng 3, 1956.
Lên đường cho lượt biệt phái phục vụ thứ năm tại Viễn Đông vào ngày 20 tháng 8, Lewis đã ghé đến Kwajalein thuộc quần đảo Marshall vào ngày 30 tháng 8, trước khi tiếp tục hành trình hướng sang Auckland, New Zealand, đến nơi vào ngày 7 tháng 9 cho chuyến viếng thăm kéo dài ba ngày. Nó tiếp tục đi dọc theo bờ biển phía Bắc Australia, ghé đến Townsville trong các ngày 14 và 15 tháng 9, và Darwin từ ngày đến ngày 19 đến ngày 21 tháng 9, trước khi đi đến Singapore vào ngày 28 tháng 9. Chiếc tàu hộ tống khu trục có các chặng dừng tại vịnh Subic và Hong Kong trong tháng 10, rồi được sửa chữa tại Yokosuka từ ngày 16 đến ngày 30 tháng 11. Nó đi đến Philippines và hoạt động trong một tháng từ căn cứ vịnh Subic, rồi lên đường vào cuối tháng 12 để quay trở về nhà, ghé qua Guam và Kwajalein trước khi về đến San Diego vào ngày 18 tháng 2, 1957.
Lewis lại được phái sang hoạt động tại khu vực Nam Thái Bình Dương vào ngày 30 tháng 9, 1957. Nó lần lượt viếng thăm Pago Pago vào ngày 14 tháng 10; Brisbane, Australia vào ngày 20 tháng 10; và đảo Manus vào ngày 30 tháng 10 trước khi đi đến Giam vào ngày 2 tháng 11. Nó hoạt động tuần tra tại vùng biển quần đảo Mariana trong ba tháng trước khi lên đường để quay trở về nhà, về đến San Diego vào ngày 2 tháng 3, 1958.

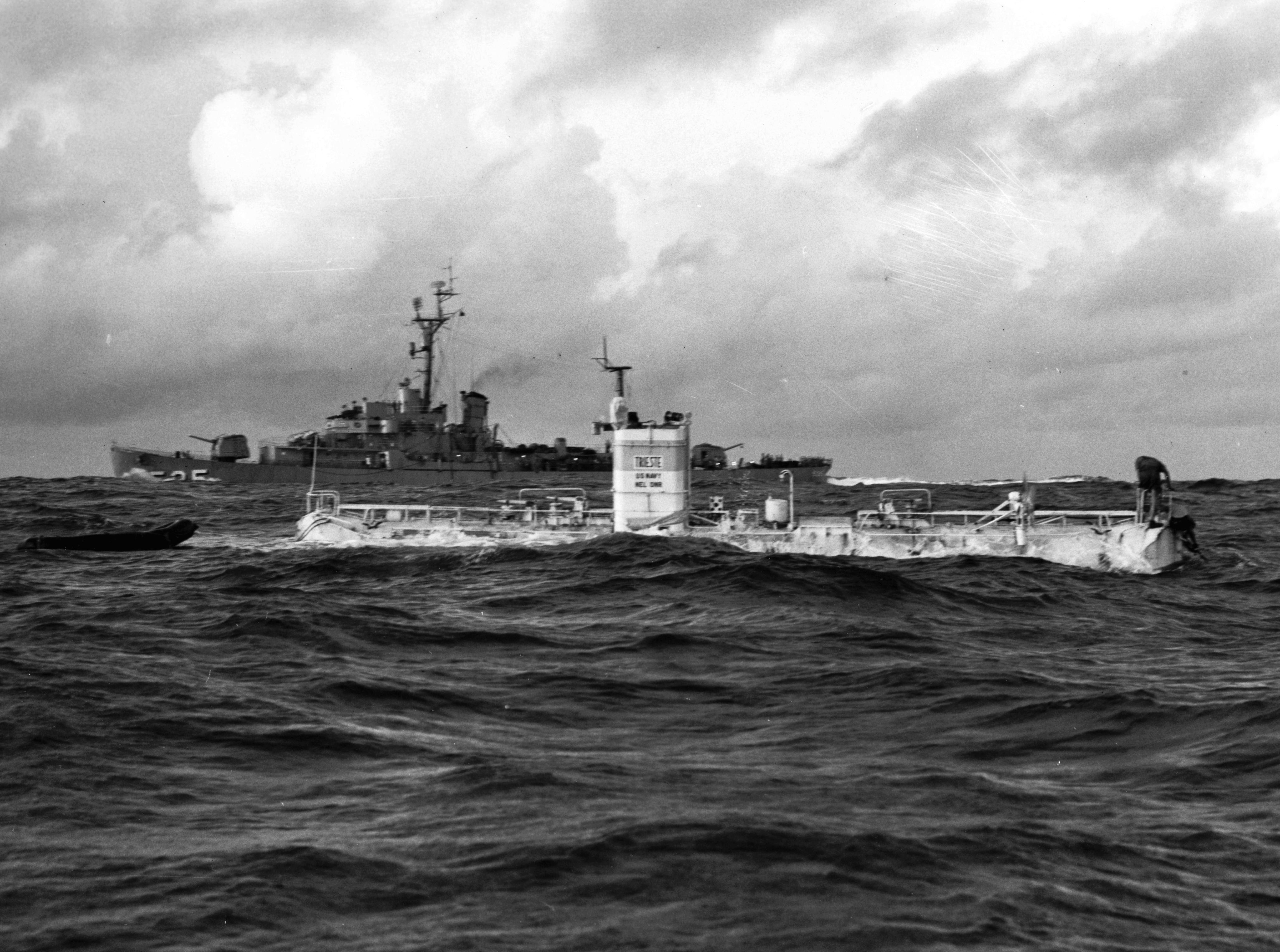
Tàu lặn Trieste ngay trước chuyến lặn thám hiểm rãnh Mariana, USS Lewis hiện diện ở phía sau, ngày 23 tháng 1 năm 1960

Sau khi được đại tu tại San Francisco  từ ngày 1 tháng 5 đến ngày 26 tháng 7, 1958, Lewis chuyển cảng nhà đến Guam, lên đường vào ngày 14 tháng 10 và đi đến Apra Harbor vào ngày 1 tháng 11. Con tàu hoạt động tuần tra, khảo sát, lập bản đồ các vùng nước sâu, và tìm kiếm giải cứu tại khu vực trong suốt một năm tiếp theo, xen kẻ với chuyến viếng thăm vịnh Subic và Hong Kong vào giữa tháng 4, 1959. Từ tháng 11, 1959, nó tham gia vào dự án Nekton khi hỗ trợ cho công việc thám hiểm rãnh Mariana được tàu lặn sâu Trieste của Hải quân Hoa Kỳ thực hiện. Vào ngày 23 tháng 1, 1960, chiếc tàu hộ tống khu trục theo dõi bằng sonar trong khi Trieste thực hiện chuyến lặn đến vực thẳm Challenger sâu 35.798 foot (10.911 m).
Rời Guam vào tháng 2, 1960, Lewis đi đến Xưởng hải quân Mare Island, California để chuẩn bị ngừng hoạt động. Nó được cho xuất biên chế tại đây vào ngày 27 tháng 5, 1960, và được đưa về Hạm đội Dự bị Thái Bình Dương. Tên nó được cho rút khỏi danh sách Đăng bạ Hải quân vào ngày 1 tháng 1, 1966, và con tàu bị đánh chìm như một mục tiêu vào ngày 21 tháng 4, 1966.

## Phần thưởng
Lewis được tặng thưởng ba Ngôi sao Chiến trận do thành tích phục vụ trong Thế Chiến II, và thêm một Ngôi sao Chiến trận khác khi hoạt động trong cuộc Chiến tranh Triều Tiên.
|                                         |  |  |
| Bronze star · Bronze star · Bronze star |  |  |
| Bronze star                             |  |  |

| Dãi băng Hoạt động Tác chiến (truy tặng)                                | Dãi băng Hoạt động Tác chiến (truy tặng)      | Huân chương Chiến dịch Hoa Kỳ                 | Huân chương Chiến dịch Hoa Kỳ                         |
| Huân chương Chiến dịch Châu Á-Thái Bình Dương với 3 Ngôi sao Chiến trận | Huân chương Chiến thắng Thế Chiến II          | Huân chương Chiến thắng Thế Chiến II          | Huân chương Phục vụ Phòng vệ Quốc gia                 |
| Huân chương Phục vụ Triều Tiên với 1 Ngôi sao Chiến trận                | Huân chương Liên Hiệp Quốc Phục vụ Triều Tiên | Huân chương Liên Hiệp Quốc Phục vụ Triều Tiên | Huân chương Phục vụ Chiến tranh Triều Tiên (Hàn Quốc) |